# 176. vestlige længdekreds
Den 176. vestlige længdekreds (eller 176 grader vestlig længde) er en længdekreds, der ligger 176 grader vest for nulmeridianen. Den løber gennem Ishavet, Asien, Stillehavet, det Sydlige Ishav og Antarktis.